# Ehrenbrief des Landes Hessen

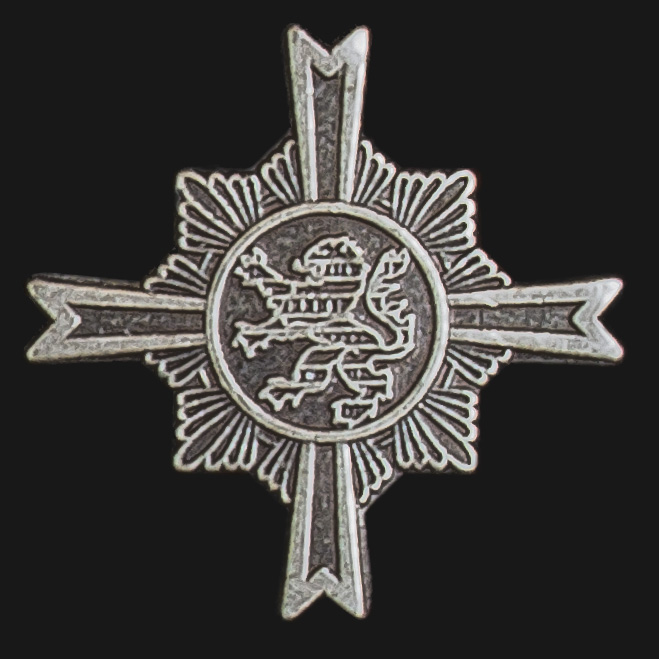
Ehrennadel zum Ehrenbrief des Landes Hessen, aktuelles Modell

Der Ehrenbrief des Landes Hessen wird vom hessischen Ministerpräsident seit 1973 für langjährige ehrenamtliche Tätigkeit in der kommunalen Selbstverwaltung oder die Mitwirkung in Organisationen mit kulturellen oder sozialen Zielen verliehen.

## Geschichte
Der Ehrenbrief des Landes Hessen wurde im Jahr 1973 durch einen Erlass des Hessischen Ministerpräsidenten Albert Osswald gestiftet. In Rheinland-Pfalz wurde ein Jahr später mit der Ehrennadel des Landes Rheinland-Pfalz eine vergleichbare Auszeichnung geschaffen.
Seit 1998 haben die Landrätin oder der Landrat beziehungsweise die Oberbürgermeisterin oder der Oberbürgermeister die Entscheidung über die Verleihung des Ehrenbriefes in ihrem Zuständigkeitsbereich.
Jährlich werden zwischen 1000 und 1500 hessische Ehrenbriefe verliehen.

## Voraussetzungen
Den Ehrenbrief des Landes Hessen können Personen erhalten, die mindestens zwölf Jahre kommunalpolitisch tätig waren oder in gemeinnützigen Vereinen mit kulturellen oder sozialen Zielen sich ehrenamtlich engagiert hatten. Die schließt auch die Arbeit als Schöffe ein. Tätigkeiten in verschiedenen Bereichen und zu verschiedenen Zeiten können zusammengerechnet werden. In Ausnahmefällen, besonders wenn die Tätigkeit erst in höherem Lebensalter begonnen wurde oder bei außergewöhnlich hoher Leistung, kann der Ehrenbrief auch ohne diese Voraussetzung verliehen werden.

## Art der Auszeichnung

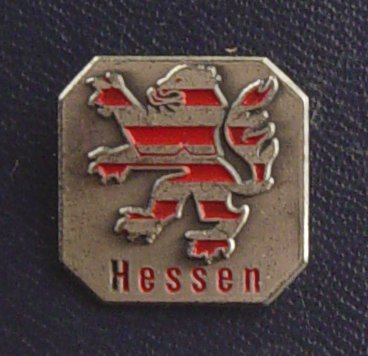
Ehrennadel, 1. Modell (1973 bis 1981)

Neben dem Ehrenbrief wird eine 15 mm große, in Kreuzform gearbeitete Ehrennadel aus Silberoxid verliehen, welche auf der Vorderseite den Hessischen Löwen zeigt. Diese Ausführung, mit deutlichem gestalterischem Bezug auf den Hessischen Verdienstorden, existiert seit 2003 und ist die dritte Fassung.
Die erste Ausführung der Ehrennadel bestand von 1973 bis 1981 aus einem silbernen Achteck mit einem rot-silber gestreiften Hessischen Löwen und dem roten Schriftzug Hessen. Die zweite Fassung von 1981 bis 2003 war kreisrund, gänzlich in Silber gehalten und mit dem Landeswappen Hessens sowie der Inschrift Hessen versehen.
Der Erlass zur Stiftung der Ehrenbriefes enthält keine Regelung zur Gestaltung einer Bandschnalle. Gemäß der Anzugordnung der Bundeswehr wäre die Miniatur der Ehrennadel auf schwarzem Untergrund aufzubringen. Es existiert allerdings auch eine Version mit rot-weißem Band.

## Vorschlagsrecht
Grundsätzlich kann jeder Bürger für einen anderen die Verleihung beantragen. Anträge auf Verleihung des Ehrenbriefs werden in der Regel über den Gemeindevorstand oder den Magistrat an den Landrat oder in kreisfreien Städten an den Oberbürgermeister gerichtet. Letztere entscheiden über die Vergabe und unterzeichnen die Urkunde gemeinsam mit dem Ministerpräsidenten. Dieser kann den Ehrenbrief auch in eigener Zuständigkeit verleihen.